# Zuzana (Geschütz)
Die Zuzana ist eine Haubitze auf einem gepanzerten Rad-Chassis, die in der Slowakei hergestellt wird. Die Selbstfahrlafette wurde in den 1990er-Jahren aus der tschechoslowakischen DANA weiterentwickelt.

## Entstehungsgeschichte
Nach der Unabhängigkeit der Slowakei am 1. Januar 1993 übernahmen die slowakischen Streitkräfte mehrere DANA-152-mm-Radpanzerhaubitzen aus den Beständen der tschechoslowakischen Armee. Die DANA basiert auf dem Fahrgestell des tschechischen Lastkraftwagens Tatra 815. Schon vor dem NATO-Beitritt der Slowakei forderte das slowakische Verteidigungsministerium eine umfangreiche Modernisierung der im Dienst befindlichen DANA-Haubitzen, die auf das NATO-Standardkaliber 155 mm umgerüstet werden sollten. Dadurch können alle Arten von 155-mm-NATO-Munition verschossen werden.
Die Entwicklungsarbeiten wurden vom Unternehmen KONŠTRUKTA-Defence (Sitz in Trenčín) vorgenommen; die Herstellung erfolgte durch ZTS - ŠPECIÁL, a.s. in Dubnica nad Váhom. 1998 wurden die ersten Exemplare an die slowakische Armee ausgeliefert.

## Basisfahrzeug
Die Waffenaufbauten befinden sich auf einem vierachsigen Fahrgestell des Tatra 815 VP31 29 265. Das Fahrzeug hat einen permanenten Allradantrieb und eine zentrale Reifendruckregelanlage. Der luftgekühlte V12-Dieselmotor T3-930-52 mit Turbolader und Direkteinspritzung leistet maximal 265 kW (bei 2200 Umdrehungen pro Minute). Auf der Straße erreicht die Zuzana eine Höchstgeschwindigkeit von 80 km/h. Die maximale Reichweite beträgt 750 km. Das Fahrerhaus befindet sich im vorderen Teil des Fahrzeuges. Der Mittelteil des Fahrzeugs enthält ausfahrbare hydraulische Stützen, die vor dem Einsatz des Hauptgeschützes abgesenkt werden müssen.

## Waffenanlage und Feuerkampf

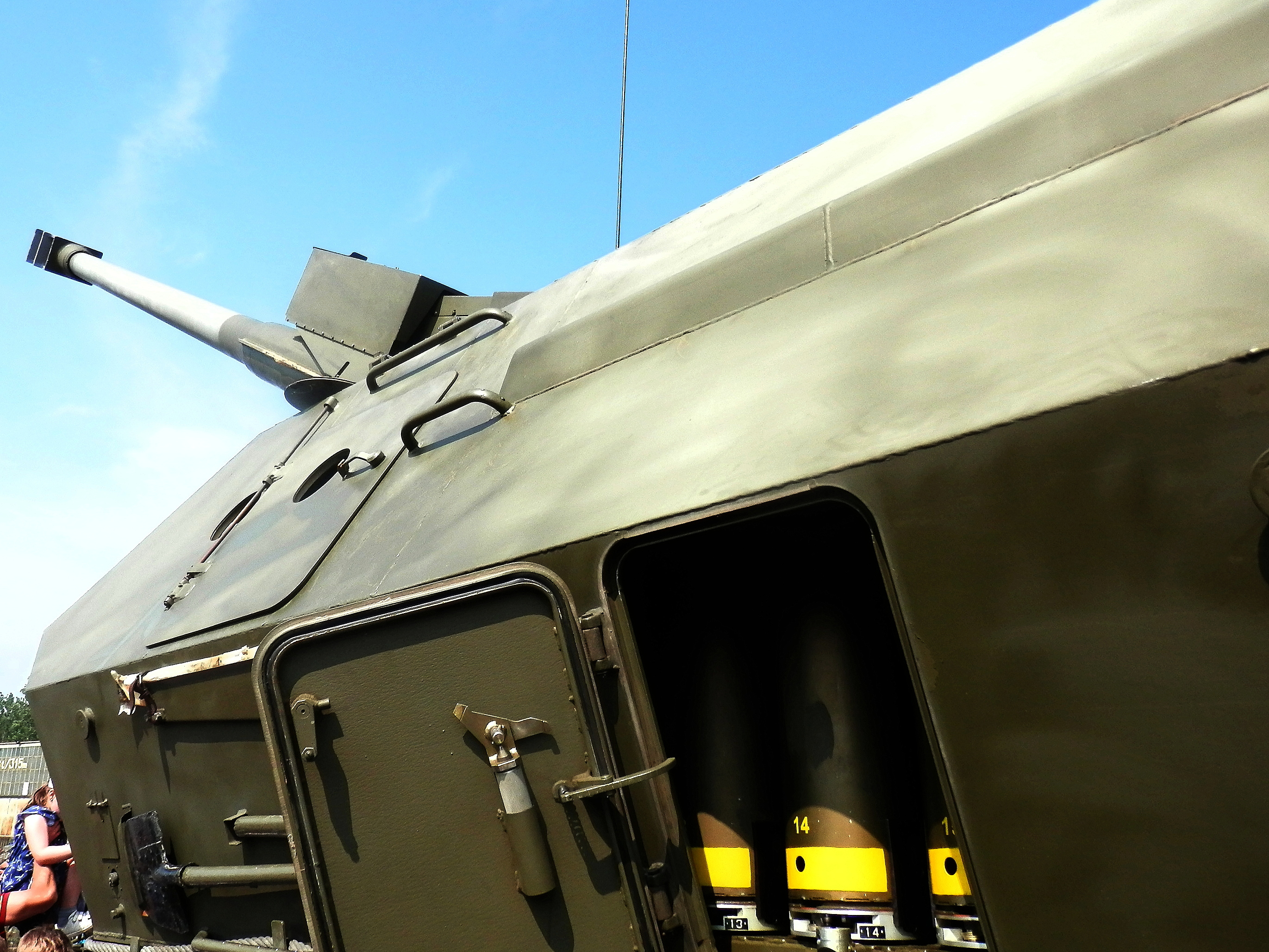
Geschützturm der Zuzana

Das Rohr ist ein 155-mm-Vielzugrohr mit 45 Kaliberlängen (L/45) und Schlitzmündungsbremse, das nach dem  Joint Ballistics Memorandum of Understanding (NATO-Ballistikabkommen) gefertigt ist. Es können alle Arten von 155-mm-NATO-Munition verschossen werden.
Eine Ladeautomatik führt die Geschosse zu und setzt sie im Rohr mit Treibladungen an. Es befinden sich 40 Projektile und 40 Treibladungen im Magazin.
Die Feuerrate beträgt 5 Schuss pro Minute, 6 Schuss in der ersten Minute. Bei einem längeren Feuerauftrag wird die Feuerrate durch die thermische Belastung des Geschützrohres begrenzt. Die maximale Schussweite beträgt 39,6 km mit ERFB-BB-Geschossen. Das Richten und Schwenken geschieht elektrisch. Der Höhenrichtbereich der Waffe beträgt −3,5° bis +70°. Beim Marsch wird das Rohr in einer Zurrgabel an der Fahrzeugfront über dem Fahrerhaus fixiert. Zum Feuern werden hydraulisch Stützen ausgefahren, die dem Fahrzeug zusätzliche Standfestigkeit verleihen. Die Zuzana-2-Haubitze ist gemäß Herstellerangaben in der Lage, im MRSI-Verfahren (Multiple Rounds Simultaneous Impact, deutsch etwa ‚Mehrere Schüsse, gleichzeitiger Einschlag‘) zu schießen. Dies bedeutet, dass das Geschütz bis zu sechs Schuss abgibt, die gleichzeitig im Ziel einschlagen. Erreicht wird dieser Effekt durch unterschiedliche Rohrerhöhungen, die unterschiedliche Flugzeiten bewirken. Das Schießen beginnt in diesem Fall mit großer Rohrerhöhung und wird nach jedem Schuss auf eine niedrigere abgesenkt. 
Zur Selbstverteidigung gegen Bedrohungen im Nahbereich kann die Hauptwaffe im Direktschuss eingesetzt werden. In Duellsituationen ist die Radpanzerhaubitze Kampfpanzern klar unterlegen, weil sie nur schwach gepanzert ist und nicht in der Lage ist, den Feuerkampf aus der Bewegung zu führen.
Als Sekundärbewaffnung ist ein Maschinengewehr montiert, das je nach Nutzerstaat variiert. Für den Selbstschutz ist eine Nebelmittelwurfanlage mit 2 × 3 Wurfbechern an der Turmfront neben der Waffenwiege montiert.

## Varianten

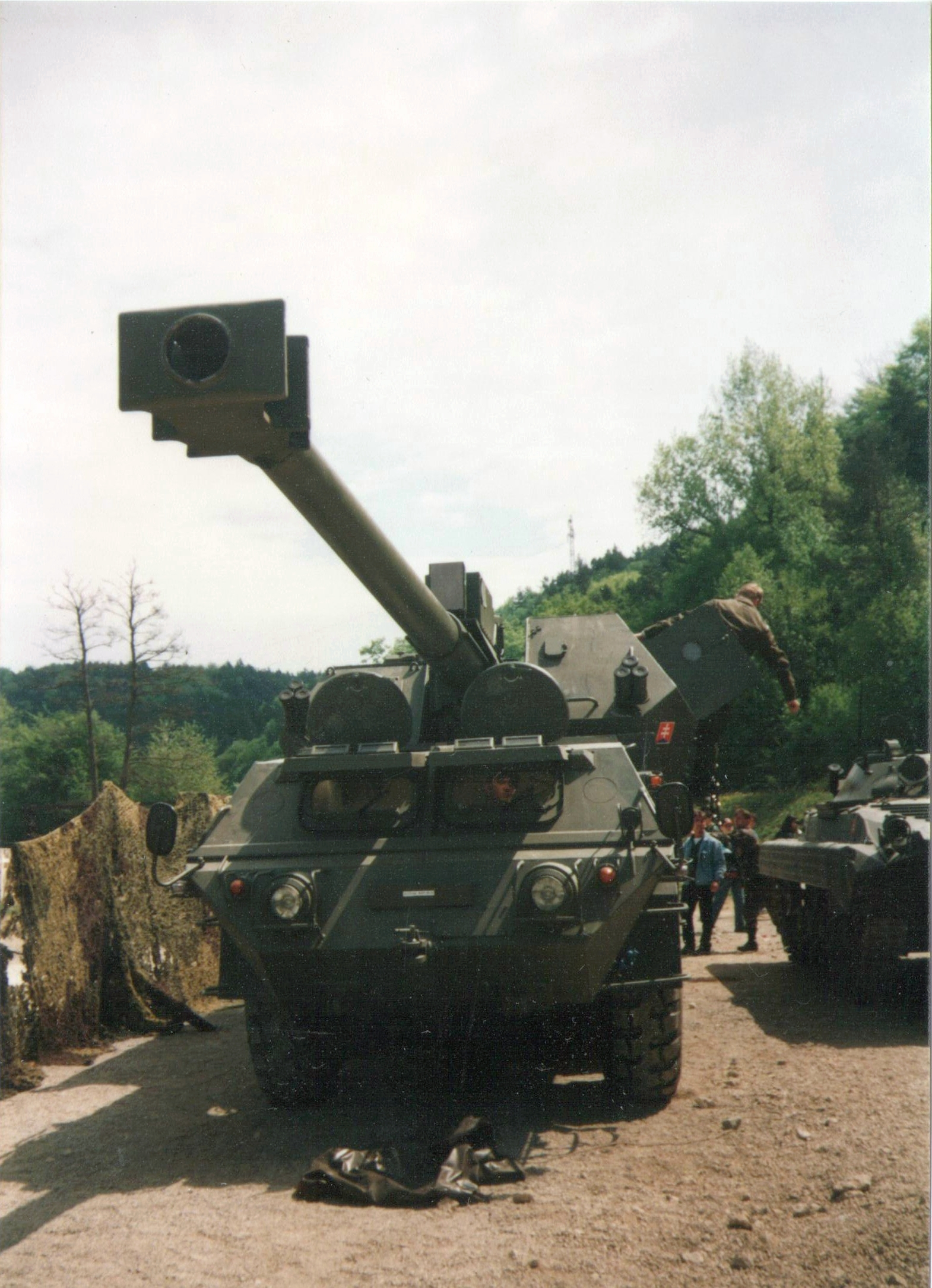
Ursprüngliche Version der Zuzana im Jahr 2004

- Zuzana: Ursprüngliche Version mit 45 Kaliberlängen, die 1998 in die slowakische Armee übernommen wurde.
- Zuzana 2: Grundlegend modernisierte Version, die im Jahr 2011 auf der Militärmesse International Exhibition of Defence and Security Technologies (IDET) in Brno erstmals vorgestellt wurde. Die Zuzana 2 ist mit einer neuen 155-mm-Haubitze mit 52 Kaliberlängen ausgestattet, die bessere ballistische Eigenschaften hat. Der Turm ist nun voll drehbar und die Bedienbarkeit der Hauptwaffe wurde optimiert, sodass die Besatzung auf drei Mann reduziert werden konnte. Diese Version soll MRSI-fähig sein.[3]
- Himalaja: In den 1990er-Jahren wurde der Geschützturm auf einem T-72-Fahrgestell montiert. Die Himalaja-Version hat das Teststadium nicht verlassen, eine Indienststellung erfolgte nicht.[2]

## Kampfeinsätze
Das Geschütz wird von der Ukraine im Russisch-Ukrainischen Krieg eingesetzt. Laut dem Oryx-Blog gingen mit Stand Dezember 2024 mindestens vier Geschütze verloren.

## Nutzer
- Slowakei: 8 (25 geplant)[7]
- Zypern: 12, +2 Tatrapan-Führungsfahrzeuge (ARSYS)[8]
- Ukraine: 10 (24 bis Ende 2024 geplant, 16 von Deutschland, Dänemark und Norwegen bezahlt)[9][7][10][11][12]